# 638 Kompania Kozacka
638 Kompania Kozacka (niem. Kosaken Kompanie 638, ros. 638-я казачья рота) – oddział wojskowy złożony z Kozaków podczas II wojny światowej
Kompania została sformowana jesienią 1942 r. przy sztabie niemieckiej 5 Armii Pancernej na tyłach Grupy Armii "Środek". Liczyła ok. 200 ludzi. Na ich czele stanął bałtycki Niemiec mjr Ewert von Renteln. Kompania działała samodzielnie jako oddział zmotoryzowany. W październiku 1943 r. została przeniesiona do okupowanej Francji, gdzie w rejonie Royan podporządkowano ją 750 Kozackiemu Pułkowi Specjalnego Przeznaczenia. Pod koniec kwietnia 1944 r. weszła w skład 360 Kozackiego Pułku Grenadierów, na jaki przemianowano 750 Kozacki Pułk Specjalnego Przeznaczenia.